# Desmanthus cooleyi
Desmanthus cooleyi är en ärtväxtart som först beskrevs av Amos Eaton, och fick sitt nu gällande namn av William Trelease. Desmanthus cooleyi ingår i släktet Desmanthus och familjen ärtväxter. Inga underarter finns listade i Catalogue of Life.